# Luchthaven Baia Mare
Luchthaven Baia Mare (Roemeens: Aeroportul Baia Mare) IATA-code: BAY, ligt 10 kilometer ten westen van Baia Mare, in het noordwesten van Roemenië.

## Maatschappijen en Bestemmingen
| Luchtvaartmaatschappij | Bestemmingen (juni 2011) |
| ---------------------- | ------------------------ |
| TAROM                  | Boekarest - Henri Coandă |
| HiSky                  | Parijs - Beauvais        |